# Amerila fumida
Amerila fumida là một loài bướm đêm thuộc phân họ Arctiinae, họ Erebidae.